# Mount Hayes
Mount Hayes je nejvyšší hora východní části Aljašských hor. Mount Hayes je také šestou horou s nejvyšší prominencí ve Spojených státech amerických. Hora leží na Aljašce, v Southeast Fairbanks County, přibližně 140 km jihovýchodně od města Fairbanks.